# Stanislaw Gorobtschuk
Stanislaw Gorobtschuk (* 16. April 1988 in Frankfurt (Oder)) ist ein deutscher Handballtorwart.

## Karriere
In seiner Jugend spielte Gorobtschuk beim ESV Frankfurt (Oder). Er war der erste Handballer, der 2005 in die neu gegründete Handballakademie des VfL Gummersbach einzog. 2007 war er ebenfalls der erste Nachwuchshandballer der Akademie, der einen Profivertrag beim Bundesligisten bekam. Der Abiturient hatte eine Förderlizenz beim Regionalligisten Leichlinger TV und spielte in der Saison 2008/09 im Rahmen einer Doppelspielberechtigung in Absprache mit dem VfL Gummersbach beim südwestfälischen Regionalligisten TuS Ferndorf. Zur Saison 2009/10 wechselte Gorobtschuk zum ThSV Eisenach. Gorobtschuk besaß einen ab der Saison 2015/16 gültigen Vertrag beim Zweitligaaufsteiger HF Springe, den er jedoch vor Saisonbeginn auf eigenen Wunsch auflösen ließ. Anschließend schloss er sich der SG BBM Bietigheim an. Im Sommer 2016 kehrte er zum ThSV Eisenach zurück. Gorobtschuk wechselte im Sommer 2020 zum Drittligisten HSC Bad Neustadt.
Gorobtschuk beendete im Sommer 2022 seine aktive Karriere und kehrte als Torwarttrainer und Mitarbeiter der Geschäftsstelle zum ThSV Eisenach zurück. Aufgrund einer langfristigen Verletzung von Erik Töpfer wurde Gorobtschuk im Januar 2023 reaktiviert und spielte bis zum Saisonende 24 Spiele. Seit der Saison 2024/25 hütet er das Tor des Oberligisten Eschweger TSV.
Mit dem VfL Gummersbach gewann Gorobtschuk 2009 den EHF-Pokal.